# Desognaphosa bellenden
Desognaphosa bellenden is een spinnensoort uit de familie Trochanteriidae. De soort komt voor in Queensland.